# St. Nicolai (Frauenwald)

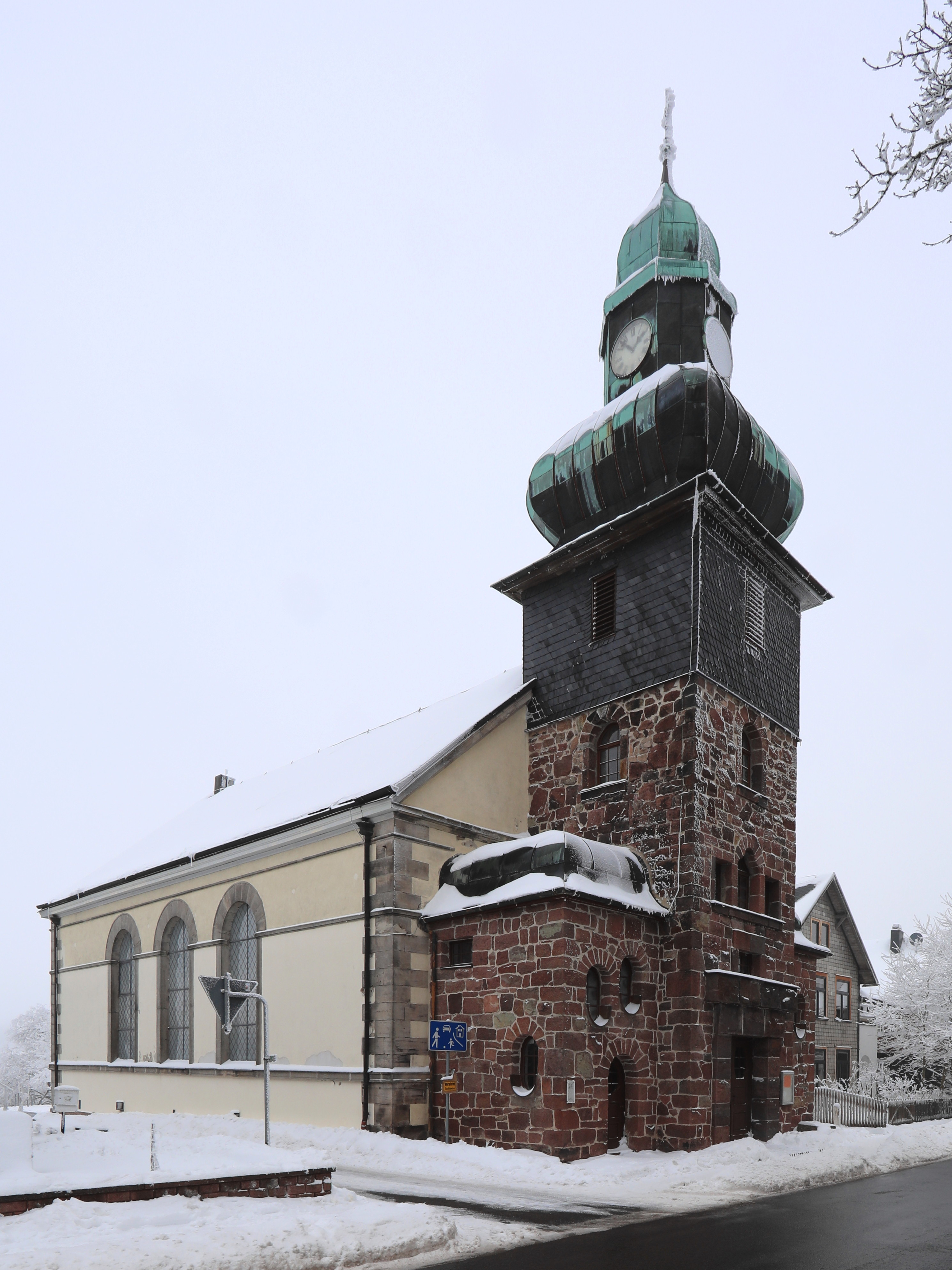
Pfarrkirche St. Nicolai in Frauenwald

Die evangelisch-lutherische Pfarrkirche St. Nicolai steht in Frauenwald, einem Ortsteil der thüringischen Stadt Ilmenau. Das Langhaus entstand 1830/1831 nach einer Planung von Karl Friedrich Schinkel.

## Geschichte
Eine Kapelle, die dem heiligen Nikolaus gewidmet war, wurde 1218 von Graf Poppo XIII. von Henneberg dem Kloster Veßra gestiftet. Daraus entwickelte sich in Frauenwald ein kleines Kloster der Prämonstratenserinnen, das auf dem Grund der heutigen Kirche stand. Eine weitere Nennung der Kapelle stammt aus dem Jahre 1323, als Syfridus, Propst zu Veßra, dem Kloster Güter verkaufte. Die Kapelle wurde 1437 um einen Turm vergrößert.
Im Jahr 1554 erfolgte die Durchführung der Reformation mit der Auflösung des Klosters und dem Abbruch der Gebäude. Die Klosterkirche blieb stehen, ein evangelischer Pfarrer wurde eingesetzt. Zum Kirchensprengel gehörten Allzunah und Stützerbach sowie Schmiedefeld am Rennsteig und Vesser. Nach dem Jahr 1607 wurde 1777 wieder ein neuer verschieferter Kirchturm errichtet. Es war der dritte Turm des Gotteshauses.
Im Jahr 1815 kam Frauenwald zusammen mit dem Amt Schleusingen zur preußischen Provinz Sachsen. Die preußische Regierung in Erfurt begann 1826 mit der Planung eines Ersatzneubaus für die alte Holzkirche. Zur Ausführung kam 1830/1831 eine massive Kirche ohne Turm auf der Basis des Entwurfs der Normalkirche im ländlichen Raum, den der Leiter der preußischen Oberbaudeputation Karl Friedrich Schinkel erstellt hatte. Am 3. August 1831 wurde die Kirche eingeweiht. Ein Glockenhaus stand neben der Kirche. Bereits 1840 musste die Dachschindel gegen Schiefer ersetzt werden. In den Jahren 1910 und 1911 ließ die Gemeinde das Kirchenschiff für 18000 Mark an der Ostseite um einen vorgesetzten, eingezogenen Glockenturm mit zwei seitlichen Treppenaufgängen zu der Empore erweitern. Die Kuppeln wurden 1927 mit Kupfer gedeckt.
Im Zweiten Weltkrieg wurde der Turm stark beschädigt. 1955 wurden drei Stahlglocken von der Firma Schilling aus Apolda im Glockenturm aufgehängt. In den 1950er Jahren entstand neben dem Pfarrhaus in einem Nebengebäude ein Freizeitheim. Die Kirchengemeinde umfasst die Orte Frauenwald und Allzunah.
Die Gemeinde gehörte lange Zeit zum Kirchenkreis Henneberger Land, der bis zum 1. Januar 2009 Teil der Evangelischen Kirche der Kirchenprovinz Sachsen war. Nach der Fusion zur Evangelischen Kirche in Mitteldeutschland wurde der Kirchenkreis am 1. Januar 2022 dem Bischofssprengel Erfurt zugeordnet. Zum 1. Januar 2024 wechselte die Gemeinde in den Kirchenkreis Arnstadt-Ilmenau.

## Baubeschreibung
Die gewestete Pfarrkirche St. Nicolai steht in der Mitte des Straßendorfes auf einem Bergrücken des Thüringer Waldes zwischen Nahetal und Schleusetal auf rund 750 Meter über NHN. Es ist ein schlichter Rundbogenbau im Stil des Klassizismus. Die verputzten Bruchsteinwände der Fassade gliedern ein umlaufendes Traufgesims, ein Sockelgesims, Fensterrahmungen und an den Kanten gezahnte Eckquader aus Sandstein. Das Satteldach und der Westgiebel sind verschiefert. Die Saalkirche wird von einer hölzernen Flachdecke überspannt und von je drei langen Rundbogenfenstern an den Längsseiten und einem Lünettenfenster sowie zwei kleinen rechteckigen Fenstern an der Querseite belichtet. Im Innern steht eine eingeschossige, umlaufende Empore aus Holz. In der nordwestlichen Ecke befindet sich unter der Empore die Sakristei.
Die Orgel wurde 1888 von dem Orgelbauer Theodor Kühne aus Schleusingen mit 13 Registern aufgestellt. Im Jahr 1931 folgte der Einbau des Registers Blockflöte. Die Orgel wurde im Jahr 1959 durch die Orgelbaufirma Heinze aus Stadtilm umdisponiert und um ein Register erweitert. Von 2020 bis 2022 erfolgte eine Generalreparatur durch Orgelbau Schönefeld aus Stadtilm. Die Kosten betrugen etwa 80000 Euro. Das Instrument hat seitdem vierzehn Register auf zwei Manualen und Pedal.